# Хендерсон (Тексас)
Хендерсон (енгл. Henderson) град је у америчкој савезној држави Тексас. По попису становништва из 2010. у њему је живело 13.712 становника.

## Демографија
Према попису становништва из 2010. у граду је живело 13.712 становника, што је 2.439 (21,6%) становника више него 2000. године.
| Група             | 2000.         | 2010.         |
| Белци             | 7.295 (64,7%) | 7.711 (56,2%) |
| Афроамериканци    | 2.518 (22,3%) | 3.275 (23,9%) |
| Азијати           | 53 (0,5%)     | 101 (0,7%)    |
| Хиспаноамериканци | 1.330 (11,8%) | 2.474 (18,0%) |
| Укупно            | 11.273        | 13.712        |